# Football Club de Nantes 2021-2022
Questa voce raccoglie le informazioni riguardanti il Football Club de Nantes nelle competizioni ufficiali della stagione 2021-2022.

## Stagione
Per la stagione 2021-2022, dopo aver raggiunto la salvezza all'ultimo grazie ai play-off, la dirigenza gialloverde conferma Antoine Kombouaré in qualità di allenatore. All'apertura della sessione estiva di calciomercato la dirigenza dei canarini si muove sul mercato con movimenti in entrata ed in uscita con il fine di formare una squadra capace di raggiungere una tranquilla salvezza. Da ciò ne deriva la cessione di calciatori come Imrân Louza e il capitano Abdoulaye Touré, sostituiti dagli arrivi di Wylan Cyprien, Willem Geubbels e Osman Bukari, tutti in prestito.
In avvio di campionato dopo aver conquistato quattro punti nelle prime due giornate contro Monaco e Metz, i canarini incappano in un periodo di difficoltà perdendo le successive tre gare di campionato. Dopo essere tornati alla vittoria alla sesta giornata, il club va incontro ad un periodo di stabilità che culmina in tre vittorie consecutive tra la diciassettesima e la diciannovesima giornata contro Lorient, Lens e Saint-Étienne che permette ai gialloverdi di concludere il girone d'andata all'ottavo posto in classifica.
Parallelamente, il 18 dicembre 2021, avviene il debutto in Coppa di Francia con una vittoria contro lo Sochaux ai calci di rigori. A gennaio, dopo il giro di boa, i canarini continuano ad ottenere risultati positivi, tra cui la vittoria per 3-1 contro la capolista del Paris Saint-Germain, che li portano al sesto posto in classifica, a ridosso della "zona Europa". Nelle ultime undici giornate però il club alterna prestazioni positive a prestazioni negative, concludendo comunque la stagione al nono posto.
In Coppa di Francia, invece, i canarini continuano il proprio percorso arrivando in finale dopo aver battuto Vitré, Brest, Bastia e Monaco. Il 7 maggio 2022, nella finale giocata allo Stade de France, i nantais si impongono 0-1 sul Nizza con un gol su rigore di Ludovic Blas, conquistando così la quarta coppa nazionale della propria storia, oltre che la qualificazione ad una competizione europea dopo 18 anni.

## Divise e sponsor
Lo sponsor tecnico per la stagione 2021-2022 è Macron, mentre lo sponsor ufficiale è Synergie, all'ottavo anno consecutivo.
La maglia home, presentata nel luglio 2021, si presenta a tinta unica gialla con una banda centrale sfumata di colore verde, come i dettagli sulla manica e sul colletto. La maglia away si presenta invece bianca con dettagli sulla manica e sul colletto verdi e oro, ispirata a quella della stagione 1991-1992.
| Casa | Trasferta |

## Organigramma societario
Area direttiva
- Presidente: Waldemar Kita
- Coordinatore sportivo: Phillipe Mao
- Team manager: Tom Lahaye

Area tecnica
- Allenatore: Antoine Kombouaré
- Allenatore in seconda: Yves Bertucci
- Preparatori dei portieri: Willy Grondin
- Preparatori atletici: William Marie, Michel Dufour, Toru Ota

Area medica
- Medico sociale: Isabelle Salaün
- Fisioterapista: Nicolas-Pierre Bernot, Jean-Phillipe Cadu, Phillipe Chantebel, Adrien Verger
- Osteopata: Julien Mointeillet

Area video
- Analista: Robin Freneau

## Rosa
Aggiornato al 31 luglio 2022.
| N. |                         | Ruolo | Calciatore              |
| -- | ----------------------- | ----- | ----------------------- |
| 1  | Francia (bandiera)      | P     | Alban Lafont (capitano) |
| 2  | Brasile (bandiera)      | D     | Fábio                   |
| 3  | Brasile (bandiera)      | C     | Andrei Girotto          |
| 4  | Francia (bandiera)      | D     | Nicolas Pallois         |
| 5  | Spagna (bandiera)       | C     | Pedro Chirivella        |
| 6  | Francia (bandiera)      | C     | Roli Pereira de Sa      |
| 7  | Mali (bandiera)         | A     | Kalifa Coulibaly        |
| 8  | Francia (bandiera)      | C     | Wylan Cyprien           |
| 10 | Francia (bandiera)      | C     | Ludovic Blas            |
| 11 | Francia (bandiera)      | D     | Marcus Coco             |
| 12 | Francia (bandiera)      | D     | Dennis Appiah           |
| 13 | Mali (bandiera)         | D     | Molla Wague             |
| 14 | Mali (bandiera)         | D     | Charles Traoré          |
| 16 | Francia (bandiera)      | P     | Rémy Descamps           |
| 17 | Belgio (bandiera)       | C     | Anthony Limbombe        |
| 18 | RD del Congo (bandiera) | C     | Samuel Moutoussamy      |
| 19 | Francia (bandiera)      | A     | Willem Geubbels         |
| 20 | Francia (bandiera)      | A     | Jean-Kévin Augustin     |

| N.    |                    | Ruolo | Calciatore               |
| ----- | ------------------ | ----- | ------------------------ |
| 21    | Camerun (bandiera) | D     | Jean-Charles Castelletto |
| 23    | Francia (bandiera) | A     | Randal Kolo Muani        |
| 24    | Francia (bandiera) | D     | Sébastien Corchia        |
| 26    | Ghana (bandiera)   | A     | Osman Bukari             |
| 27    | Nigeria (bandiera) | A     | Moses Simon              |
| 28    | Belgio (bandiera)  | A     | Renaud Emond             |
| 29    | Francia (bandiera) | A     | Quentin Merlin           |
| 30    | Serbia (bandiera)  | P     | Denis Petrić             |
| 31/33 | Guinea (bandiera)  | D     | Abdoulaye Sylla          |
| 31/33 | Armenia (bandiera) | C     | Goṙ Manvelyan            |
| 32    | Francia (bandiera) | C     | Mohamed Achi             |
| 33    | Gabon (bandiera)   | D     | Yannis M'Bemba           |
| 40    | Francia (bandiera) | P     | Charly Jan               |

## Calciomercato

### Sessione estiva(dal 1º luglio al 31 agosto)
| Acquisti         | Acquisti           | Acquisti        | Acquisti                         |
| R.               | Nome               | da              | Modalità                         |
| ---------------- | ------------------ | --------------- | -------------------------------- |
| P                | Alban Lafont       | Fiorentina      | definitivo (7,5 milioni €)       |
| P                | Rémy Descamps      | Charleroi       | definitivo                       |
| C                | Wylan Cyprien      | Parma           | prestito con diritto di riscatto |
| A                | Osman Bukari       | Gent            | prestito                         |
| A                | Willem Geubbels    | Monaco          | prestito con diritto di riscatto |
| Altre operazioni |                    |                 |                                  |
| R.               | Nome               | da              | Modalità                         |
| D                | Molla Wagué        | Amiens          | fine prestito                    |
| C                | Abou Ba            | Cosenza         | fine prestito                    |
| C                | Lucas Evangelista  | RB Bragantino   | fine prestito                    |
| C                | Samuel Moutoussamy | Fortuna Sittard | fine prestito                    |
| A                | Élie Youan         | San Gallo       | fine prestito                    |

| Cessioni         | Cessioni          | Cessioni       | Cessioni                         |
| R.               | Nome              | a              | Modalità                         |
| ---------------- | ----------------- | -------------- | -------------------------------- |
| P                | Alexandre Olliero | Pau            | definitivo                       |
| D                | Thomas Basila     | Ostenda        | definitivo                       |
| C                | Abou Ba           | Alessandria    | prestito con diritto di riscatto |
| C                | Lucas Evangelista | RB Bragantino  | definitivo (1,6 milioni €)       |
| C                | Imrân Louza       | Watford        | definitivo (10 milioni €)        |
| C                | Abdoulaye Touré   | Genoa          | definitivo (1,5 milioni €)       |
| A                | Kader Bamba       | Angers         | prestito con diritto di riscatto |
| A                | Bridge Ndilu      | Quevilly-Rouen | prestito                         |
| A                | Élie Youan        | San Gallo      | definitivo                       |
| Altre operazioni |                   |                |                                  |
| R.               | Nome              | a              | Modalità                         |
| P                | Alban Lafont      | Fiorentina     | fine prestito                    |
| C                | Batista Mendy     | Angers         | fine prestito                    |

### Sessione invernale(dal 1º al 31 gennaio)
| Acquisti | Acquisti | Acquisti | Acquisti |
| R.       | Nome     | da       | Modalità |
| -------- | -------- | -------- | -------- |

| Cessioni         | Cessioni     | Cessioni        | Cessioni      |
| R.               | Nome         | a               | Modalità      |
| ---------------- | ------------ | --------------- | ------------- |
| P                | Charly Jan   | Bourg-en-Bresse | definitivo    |
| A                | Renaud Emond | Standard Liegi  | definitivo    |
| Altre operazioni |              |                 |               |
| R.               | Nome         | a               | Modalità      |
| D                | Molla Wagué  | Seraing         | fine prestito |

### Operazioni esterne alle sessioni di mercato
| Acquisti | Acquisti | Acquisti | Acquisti |
| R.       | Nome     | da       | Modalità |
| -------- | -------- | -------- | -------- |

| Cessioni | Cessioni         | Cessioni | Cessioni                |
| R.       | Nome             | a        | Modalità                |
| -------- | ---------------- | -------- | ----------------------- |
| C        | Anthony Limbombe |          | rescissione consensuale |

## Risultati

### Ligue 1

#### Girone d'andata
| Arbitro: | Antony Gautier |

|             |           |                 |
| Martins 14’ | Marcatori | 42’ Castelletto |

| Arbitro: | Johan Hamel |

|                         |           |  |
| Kolo Muani 12’ Blas 49’ | Marcatori |  |

| Arbitro: | Stéphanie Frappart |

|             |           |  |
| Terrier 58’ | Marcatori |  |

| Arbitro: | Jérôme Brisard |

|  |           |             |
|  | Marcatori | 35’ Dembélé |

| Arbitro: | Benoît Millot |

|  |           |                        |
|  | Marcatori | 75’ Dolberg 80’ Gouiri |

| Arbitro: | Amaury Delerue |

|  |           |                                               |
|  | Marcatori | 3’ Girotto 6’ (rig.), 79’ Blas 23’ Kolo Muani |

| Arbitro: | Thomas Léonard |

|                                             |           |                |
| Blas 27’ Chirivella 55’ Brassier 58’ (aut.) | Marcatori | 67’ Le Douaron |

| Arbitro: | Eric Wattellier |

|                       |           |           |
| Ekitike 51’, 72’, 78’ | Marcatori | 62’ Simon |

| Arbitro: | Jérôme Brisard |

|                             |           |  |
| Girotto 58’ Blas 69’ (rig.) | Marcatori |  |

| Arbitro: | Willy Delajod |

|           |           |                |
| Hwang 61’ | Marcatori | 75’ Chirivella |

| Arbitro: | Romain Lissorgue |

|                      |           |          |
| Girotto 38’ Blas 61’ | Marcatori | 49’ Bayo |

| Arbitro: | Bastien Dechepy |

|                     |           |  |
| Mollet 64’ Wahi 71’ | Marcatori |  |

| Arbitro: | Clément Turpin |

|                              |           |                          |
| Coulibaly 20’ Kolo Muani 48’ | Marcatori | 44’ Diallo 68’ Thomasson |

| Arbitro: | Jérémy Stinat |

|                                       |           |                |
| Mbappé 2’ Appiah 82’ (aut.) Messi 87’ | Marcatori | 76’ Kolo Muani |

| Arbitro: | Romain Lissorgue |

|           |           |          |
| Yılmaz 9’ | Marcatori | 24’ Blas |

| Arbitro: | Eric Wattellier |

|  |           |            |
|  | Marcatori | 30’ Gerson |

| Arbitro: | Ruddy Buquet |

|  |           |             |
|  | Marcatori | 83’ Cyprien |

| Arbitro: | Stéphanie Frappart |

|                               |           |                         |
| Kolo Muani 49’, 57’ Simon 90’ | Marcatori | 7’ Costa 15’ Kalimuendo |

| Arbitro: | Clément Turpin |

|  |           |                |
|  | Marcatori | 83’ Kolo Muani |

#### Girone di ritorno
| Nantes 9 gennaio 2022, ore 17:05 CEST 20ª giornata | Nantes         | 0 – 0 referto | Monaco | Stadio della Beaujoire (4 133 spett.)\| Arbitro: \| Thomas Léonard \| |
| Arbitro:                                           | Thomas Léonard |               |        |                                                                       |

| Arbitro: | Ruddy Buquet |

|                               |           |             |
| Dolberg 21’ (rig.) Thuram 56’ | Marcatori | 45’ Girotto |

| Arbitro: | Pierre Gaillouste |

|                                                    |           |                       |
| Girotto 39’ Kolo Muani 53’ Bukari 69’ Geubbels 86’ | Marcatori | 56’ Moffi 85’ Soumano |

| Arbitro: | Amaury Delerue |

|             |           |  |
| Liénard 74’ | Marcatori |  |

| Arbitro: | Johan Hamel |

|           |           |  |
| Simon 17’ | Marcatori |  |

| Arbitro: | Mikael Lesage |

|                                     |           |            |
| Kolo Muani 4’ Merlin 16’ Blas 45+5’ | Marcatori | 47’ Neymar |

| Metz 27 febbraio 2022, ore 15:00 CEST 26ª giornata | Metz          | 0 – 0 referto | Nantes | Stadio Saint Symphorien (15 851 spett.)\| Arbitro: \| Florent Batta \| |
| Arbitro:                                           | Florent Batta |               |        |                                                                        |

| Arbitro: | Hakim Ben El Hadj |

|                               |           |  |
| Kolo Muani 69’ Geubbels 90+2’ | Marcatori |  |

| Arbitro: | Stéphanie Frappart |

|          |           |  |
| Ugbo 43’ | Marcatori |  |

| Arbitro: | Pierre Gaillouste |

|  |           |           |
|  | Marcatori | 41’ Onana |

| Arbitro: | Mikael Lesage |

|                      |           |                                               |
| Khaoui 58’ Samed 63’ | Marcatori | 43’ (rig.) Blas 62’ Chirivella 67’ Kolo Muani |

| Arbitro: | Hakim Ben El Hadj |

|                |           |                |
| Chardonnet 67’ | Marcatori | 10’ Kolo Muani |

| Arbitro: | Bastien Dechepy |

|               |           |            |
| Coulibaly 53’ | Marcatori | 18’ Boufal |

| Arbitro: | Ruddy Buquet |

|                                        |           |                      |
| Payet 39’ (rig.), 55’ (rig.) Harit 75’ | Marcatori | 26’ Girotto 41’ Coco |

| Arbitro: | Clément Turpin |

|                                                           |           |                                   |
| Coulibaly 47’, 72’ Mangas 51’ (aut.) Simon 76’ Bukari 89’ | Marcatori | 6’ Niang 18’ Dilrosun 68’ Kwateng |

| Arbitro: | Thomas Léonard |

|                                 |           |               |
| Costa 67’ Kalimuendo 81’ (rig.) | Marcatori | 8’, 32’ Simon |

| Arbitro: | Antony Gautier |

|                           |           |          |
| Coulibaly 45’ Pallois 71’ | Marcatori | 32’ Tait |

| Arbitro: | Florent Batta |

|                                 |           |                          |
| Dembélé 9’ Paquetá 78’ Tetê 84’ | Marcatori | 80’ Merlin 90+2’ Cyprien |

| Arbitro: | François Letexier |

|                 |           |             |
| Blas 23’ (rig.) | Marcatori | 79’ Hamouma |

### Coppa di Francia
| Arbitro: | Benoît Bastien |

|                                        |                      |                                                |
| Faraj Viltard Do Couto Senaya Diedhiou | Tiri di rigore 4 – 5 | Pereira de Sa Moutoussamy Corchia Coco Pallois |

| Arbitro: | Eric Wattellier |

|                       |           |  |
| Blas 25’ Geubbels 67’ | Marcatori |  |

| Arbitro: | Benoît Bastien |

|               |           |  |
| Blas 25’, 53’ | Marcatori |  |

| Arbitro: | Antony Gautier |

|                               |           |  |
| Blas 3’ (rig.) Kolo Muani 71’ | Marcatori |  |

| Arbitro: | Benoît Bastien |

|                                     |                      |                                      |
| Sidibé 21’ (aut.) Moutoussamy 74’   | Marcatori            | 12’ Maripán 76’ Boadu                |
| Kolo Muani Merlin Moutoussamy Simon | Tiri di rigore 4 – 2 | Ben Yedder Disasi Tchouaméni Volland |

| Arbitro: | Stéphanie Frappart |

|  |           |                 |
|  | Marcatori | 47’ (rig.) Blas |

## Statistiche

### Statistiche di squadra
Statistiche aggiornate al 21 maggio 2022.
| Competizione     | Punti | In casa | In casa | In casa | In casa | In casa | In casa | In trasferta | In trasferta | In trasferta | In trasferta | In trasferta | In trasferta | Totale | Totale | Totale | Totale | Totale | Totale | DR  |
| Competizione     | Punti | G       | V       | N       | P       | Gf      | Gs      | G            | V            | N            | P            | Gf           | Gs           | G      | V      | N      | P      | Gf     | Gs     | DR  |
| ---------------- | ----- | ------- | ------- | ------- | ------- | ------- | ------- | ------------ | ------------ | ------------ | ------------ | ------------ | ------------ | ------ | ------ | ------ | ------ | ------ | ------ | --- |
| Ligue 1          | 55    | 19      | 11      | 4       | 4       | 33      | 20      | 19           | 4            | 6            | 9            | 22           | 28           | 38     | 15     | 10     | 13     | 55     | 48     | +7  |
| Coppa di Francia | -     | 4       | 4       | 0       | 0       | 8       | 2       | 2            | 2            | 0            | 0            | 1            | 0            | 6      | 6      | 0      | 0      | 9      | 2      | +7  |
| Totale           | -     | 23      | 15      | 4       | 4       | 41      | 22      | 21           | 5            | 6            | 10           | 23           | 28           | 44     | 21     | 10     | 13     | 64     | 50     | +14 |

### Andamento in campionato
| Giornata  | 1 | 2 | 3 | 4  | 5  | 6  | 7 | 8  | 9 | 10 | 11 | 12 | 13 | 14 | 15 | 16 | 17 | 18 | 19 | 20 | 21 | 22 | 23 | 24 | 25 | 26 | 27 | 28 | 29 | 30 | 31 | 32 | 33 | 34 | 35 | 36 | 37 | 38 |
| --------- | - | - | - | -- | -- | -- | - | -- | - | -- | -- | -- | -- | -- | -- | -- | -- | -- | -- | -- | -- | -- | -- | -- | -- | -- | -- | -- | -- | -- | -- | -- | -- | -- | -- | -- | -- | -- |
| Luogo     | T | C | T | C  | C  | T  | C | T  | C | T  | C  | T  | C  | T  | T  | C  | T  | C  | T  | C  | T  | C  | T  | C  | C  | T  | C  | T  | C  | T  | T  | C  | T  | C  | T  | C  | T  | C  |
| Risultato | N | V | P | P  | P  | V  | V | P  | V | N  | V  | P  | N  | P  | N  | P  | V  | V  | V  | N  | P  | V  | P  | V  | V  | N  | V  | P  | P  | V  | N  | N  | P  | V  | N  | V  | P  | N  |
| Posizione | 7 | 5 | 9 | 12 | 14 | 10 | 8 | 10 | 9 | 9  | 7  | 9  | 10 | 11 | 10 | 13 | 13 | 11 | 8  | 10 | 11 | 10 | 10 | 9  | 7  | 7  | 6  | 7  | 9  | 8  | 9  | 10 | 10 | 10 | 9  | 9  | 9  | 9  |

Legenda:

Luogo: C = Casa; T = Trasferta. Risultato: V = Vittoria; N = Pareggio; P = Sconfitta.

### Statistiche dei giocatori
Sono in corsivo i calciatori che hanno lasciato la società a stagione in corso.
| Giocatore        | Ligue 1  | Ligue 1 | Ligue 1     | Ligue 1    | Coppa di Francia | Coppa di Francia | Coppa di Francia | Coppa di Francia | Totale   | Totale | Totale      | Totale     |
| Giocatore        | Presenze | Reti    | Ammonizioni | Espulsioni | Presenze         | Reti             | Ammonizioni      | Espulsioni       | Presenze | Reti   | Ammonizioni | Espulsioni |
| ---------------- | -------- | ------- | ----------- | ---------- | ---------------- | ---------------- | ---------------- | ---------------- | -------- | ------ | ----------- | ---------- |
| M. Achi          | 1        | 0       | 0           | 0          | 0                | 0                | 0                | 0                | 1        | 0      | 0           | 0          |
| J. Augustin      | 7        | 0       | 1           | 0          | 1                | 0                | 0                | 0                | 8        | 0      | 1           | 0          |
| D. Appiah        | 32       | 0       | 4           | 0          | 5                | 0                | 0                | 0                | 37       | 0      | 4           | 0          |
| L. Blas          | 35       | 10      | 10          | 0          | 6                | 5                | 0                | 0                | 41       | 15     | 10          | 0          |
| O. Bukari        | 24       | 2       | 1           | 0          | 2                | 0                | 0                | 0                | 26       | 2      | 1           | 0          |
| J. Castelletto   | 28       | 1       | 8           | 0          | 3                | 0                | 0                | 0                | 31       | 1      | 8           | 0          |
| P. Chirivella    | 31       | 3       | 6           | 0          | 5                | 0                | 0                | 0                | 36       | 3      | 6           | 0          |
| M. Coco          | 23       | 1       | 2           | 1          | 4                | 0                | 1                | 0                | 27       | 1      | 3           | 1          |
| S. Corchia       | 28       | 0       | 0           | 1          | 5                | 0                | 0                | 0                | 33       | 0      | 0           | 1          |
| K. Coulibaly     | 21       | 5       | 1           | 0          | 0                | 0                | 0                | 0                | 21       | 5      | 1           | 0          |
| W. Cyprien       | 24       | 2       | 3           | 0          | 5                | 0                | 0                | 0                | 29       | 2      | 3           | 0          |
| R. Descamps      | 0        | 0       | 0           | 0          | 5                | -2               | 0                | 0                | 5        | -2     | 0           | 0          |
| L. Doucet        | 2        | 0       | 0           | 0          | 1                | 0                | 0                | 0                | 3        | 0      | 0           | 0          |
| R. Emond         | 6        | 0       | 0           | 0          | 2                | 0                | 0                | 0                | 8        | 0      | 0           | 0          |
| Fábio            | 27       | 0       | 8           | 1          | 3                | 0                | 0                | 0                | 30       | 0      | 8           | 1          |
| A. Girotto       | 36       | 6       | 8           | 0          | 5                | 0                | 0                | 0                | 41       | 6      | 8           | 0          |
| W. Geubbels      | 22       | 2       | 1           | 0          | 4                | 1                | 0                | 0                | 26       | 3      | 1           | 0          |
| R. Kolo Muani    | 36       | 12      | 2           | 0          | 5                | 1                | 1                | 0                | 41       | 13     | 3           | 0          |
| C. Jan           | 0        | 0       | 0           | 0          | 0                | 0                | 0                | 0                | 0        | 0      | 0           | 0          |
| A. Lafont        | 38       | -48     | 3           | 0          | 1                | 0                | 0                | 0                | 39       | -48    | 3           | 0          |
| A. Limbombe      | 0        | 0       | 0           | 0          | 0                | 0                | 0                | 0                | 0        | 0      | 0           | 0          |
| G. Manvelyan     | 0        | 0       | 0           | 0          | 1                | 0                | 0                | 0                | 1        | 0      | 0           | 0          |
| Q. Merlin        | 28       | 2       | 0           | 0          | 5                | 0                | 0                | 0                | 33       | 2      | 0           | 0          |
| S. Moutoussamy   | 30       | 0       | 5           | 0          | 4                | 1                | 1                | 0                | 34       | 1      | 6           | 0          |
| Y. M'Bemba       | 2        | 0       | 0           | 0          | 0                | 0                | 0                | 0                | 2        | 0      | 0           | 0          |
| N. Pallois       | 30       | 1       | 7           | 1          | 6                | 0                | 0                | 0                | 36       | 1      | 7           | 1          |
| R. Pereira de Sa | 17       | 0       | 1           | 0          | 4                | 0                | 0                | 0                | 21       | 0      | 1           | 0          |
| D. Petrić        | 0        | 0       | 0           | 0          | 0                | 0                | 0                | 0                | 0        | 0      | 0           | 0          |
| M. Simon         | 30       | 6       | 3           | 0          | 4                | 0                | 0                | 0                | 34       | 6      | 3           | 0          |
| A. Sylla         | 2        | 0       | 1           | 0          | 1                | 0                | 0                | 0                | 3        | 0      | 1           | 0          |
| C. Traoré        | 16       | 0       | 3           | 0          | 1                | 0                | 0                | 0                | 17       | 0      | 3           | 0          |
| M. Wagué         | 0        | 0       | 0           | 0          | 0                | 0                | 0                | 0                | 0        | 0      | 0           | 0          |

## Giovanili

### Piazzamenti
- Under-19:
  - Campionato: Vincitore[54]